# 耕乐堂
耕乐堂，位于江苏省苏州市吴江区同里镇西上元街陆家埭北首。建於明正统年间（1436年到1449年）。占地约六亩四分。初建五进五十二间，现尚存三进四十一间。园内有一荷花池，并植有白皮松及金桂、银桂等古树。耕乐堂于1981年列为省际太湖风景区同里八景之一，1986年7月列为吴江市级文物保护单位，2002年10月，列为第五批江苏省文物保护单位。2013年，列入第七批全国重点文物保护单位。

## 历史
耕乐堂为明代处士朱祥所建，因其号耕乐，故名为“耕乐堂”。朱祥卒后，耕乐堂数度易主，迭经兴废，于清乾隆三年（1738）及咸丰年间（1851—1861）在保留初建时建筑风格基础上重修。1998年6月至2001年9月，当地政府对耕乐堂进行了全面修缮。

## 园林布局
耕乐堂为前宅后园结构，系典型明清风格建筑。以备弄为东西分界线，北路前半部分建有门厅、正厅等，后半部分连通南路，构成一个花园。花园由回廊与备弄相接，园内有一荷花池。池南鸳鸯厅原为四面厅，四周以回廊相饶，其屋顶前后各一个轩廊，以鹤胜三弯椽相接，中间用大坡隔开，给人以层次分明之感，体现了明代建筑特点。鸳鸯厅南建有“三友亭”，植有松、竹、梅等植物。鸳鸯厅北侧进“藏曲”月洞门，为一天井，东壁筑有一座黄石假山，西面是燕翼楼。池北岸是环秀阁，通过走廊与古松轩相通，通过天桥与东侧的墨香阁相接。

## 陈设
耕乐堂廊壁上陈列有石刻，堂楼内展根雕作品九大件。